# 黑豹傳奇
《戰士高迪安》（或譯戰士高迪安）是龍之子、讀賣廣告社製作於1979年10月7日至1981年2月22日在東京12チャンネル（現東京電視台）系毎週日10：00 - 10：30（到第26集為止）、毎週日7：30 - 8：00（第27集開始）全部73集播出的長期放映的西部風機器人動畫。台灣由華視於1987年（民國76年）播出；香港則是在1982年用譯名戰士高迪安，於當時TVB的兒童節目《430穿梭機》時段中播出。

## 黑豹鬥士
主角高迪安的父親高博士所開發的廣義機器人，但嚴格上屬於動力服。高迪安先搭乘其中體型最小的足球王（配色為藍・紅相間白底；身高2.5公尺，形式上相當近似於強化服）、在進入中間中型的神劍鬥士（港譯「陽神體」；紅色白底；身高5公尺）。接著神劍鬥士再收納進體型最大的黑豹鬥士（港譯「陰神體」；藍色白底，身高10公尺）；有如於俄羅斯套娃結構（劇中稱之為分身合体)的機器人。
- 當初各個形態都必須"合體"後才能作戰，但在故事的途中則能夠遠隔遙控。
- 「神劍鬥士」的主要武器為赤光劍，「黑豹鬥士」的武器則稱作白光劍。

本機體是製作給高迪安専用,其他的人使用的話會造成排斥而燙傷。在第1集大鵬的姊姊・莉沙為了營救大鵬強制使用黑豹鬥士出動而身受重傷，因此在第2集出場時才會全身包裹著繃帶。
此機器人的開發者高博士，於故事開始時已經過世而將意識移植至電腦上。

## 故事
未來的全球遭受嚴重天災後，被毒魔大帝率領的毒魔黨侵略，
為了保衛在於美國西部的偉克達鎮，加入了機械抗暴隊第18分隊的高迪安，
駕馭著父親所遺留下來的黑豹鬥士而戰。

## 主要人物

### 聖雷堡（サントーレ）
- 高博士（大滝キョウタロウ）：增岡弘、北村弘一
- 莉沙（サオリ）：高島雅羅
- 麗絲（ロゼ）：吉田理保子
- 小雷（チョコマ）：鈴木れい子

#### 偉克達鎮（ヴィクトールタウン）
- 特洛夫大夫（ドブロス医師）：飯塚昭三
- 安娜（アンナ）：麻上洋子
- 安妮達（アニタ）：小宮和枝
- 加茜（キャシー）：山田榮子

##### 機械抗暴隊（メカニカルコンバット部隊）
- 安農長官（アンノンジー）：增岡弘
- 保力（ポール）：石丸博也
- 貝克（ブラスターパック）：屋良有作
- 契斯達（フェスター）：福士秀樹

###### 第18連隊
- 高迪安（ダイゴ大滝）：安原義人

- 黑豹（クリント）

- 菲菲（ピーチィ）：井上瑤
- 霍立隊長（バリーホーク）：納谷六朗
- 萊福（ダルフ)：鈴木清信

### 其他
- 杜魯斯（トロスクルス）
- 紅鼻酋長（レッドノーズ）
- 黃國龍（オカモト竜馬）：古谷徹
- 傑洛尼莫十六世（ジェロニモ16世）
- 高博士（ハナマキ博士）
- 亞當三世（アダムスリー）

### 毒魔黨（マドクター）
- 毒魔大帝（ドクマ大帝)：村松康雄

- 拉士（バラス）：西村知道
- 塞可西（サクシダー）：北村弘一
- 愛莉絲（エリアス）：鳳芳野
- 古亞斯（クロリアス）：屋良有作
- 巴拉巴斯（バルバダス）：たてかべ和也

- 東將軍（トウマドック）
- 西將軍（サイマドック）
- 南將軍（ナンマドック）
- 北將軍（ホクマドック）

## 工作人員
- 製作：吉田健二
- 企畫：九里一平、宮田知行
- 原案：柳川茂
- 連載：テレビマガジン、たのしい幼稚園、冒険王
- 製作人：永井昌嗣、宮田知行
- 劇本統籌：山本優
- 人物設定：九里一平
- 機械設定：河森正治（スタジオぬえ）
- 美術：加藤清
- 音楽：神保正明、山本正之、CBSソニー
- 攝影：T・ニシムラ
- 剪輯：西出栄子
- 進行：町田明
- 總監督：落合正宗、岡崎邦彦
- 制作担当：内間稔（讀賣廣告社）、大野実（讀賣廣告社）、横尾潔、由井正俊
- 制作協力：グリーンボックス
- 制作：龍之子

## 主題歌
- 日本
  - 片頭：「闘士ゴーディアン」 (作詞：松山貫之、作曲：山本正之、歌：鹽見大治郎、CBSソニー)
  - 片尾：「希望に向かって走れ」 (作詞：松山貫之、作曲：山本正之、歌：鹽見大治郎、CBSソニー)

- 香港
  - 「戰士高迪安」 (作詞：鄭國江、作曲：山本正之、演唱：蔣慶龍)

- 台灣
  - 「黑豹傳奇」（作詞、作曲：鄧鎮湘　演唱：少年之音合唱團成員：唐貴馨、唐貴君）

## 劇集列表
|    | 原文標題                   | 華視標題         |
| -- | -------------------------- | ---------------- |
| 1  | 荒野のナイスガイ           |                  |
| 2  | 出撃、かくし砦             |                  |
| 3  | 絶叫、赤い砂漠             | 獨行俠           |
| 4  | よみがえれ生命             | 姊弟情深         |
| 5  | デス・バレーの死闘         | 峽谷生死鬥       |
| 6  | ヴィクトールタウンの罠     | 偉克達陣的陷阱   |
| 7  | 夕陽のカーペ・ヴィレッジ   | 故鄉劫           |
| 8  | 怒りの敵中突破             | 正義的寶劍       |
| 9  | 恐るべしマドクター総統     | 爭奪寶座         |
| 10 | 赤い鼻の酋長               | 紅鼻酋長         |
| 11 | 壮烈・第7連隊              | 壯烈成仁         |
| 12 | 悲しみのロスミティ         | 忍辱負重         |
| 13 | ゴーディアンを捜せ         | 調查黑豹的真面目 |
| 14 | 燃える巨星                 | 燃燒的巨星       |
| 15 | 荒野の子守歌               | 慈母的懷抱       |
| 16 | 激闘プロフェッショナル     | 湖畔大激戰       |
| 17 | 闇に挑むガンマン           | 神槍手           |
| 18 | 危機一髪ヘルロック         | 千均一髮         |
| 19 | ヴィクトールタウン地底の謎 | 地底之謎         |
| 20 | 星空の対決                 |                  |
| 21 | 秘闘マウンティホーン       |                  |
| 22 | ヴィクトールタウンの反乱   | 煽動戰略         |
| 23 | 暁の出撃                   | 黎明的號角       |
| 24 | 自由と正義の旗の下に       | 自由與正義的旗幟 |
| 25 | 危うし!ヴィクトールタウン  | 危機四伏         |
| 26 | 決戦、ヴィクトールタウン   | 決戰偉鎮         |
| 27 | 生命の砦サントーレ         | 聖雷堡           |
| 28 | 遥かなる勝利への道         | 勝利之道         |
| 29 | 十字架を背負った少女       | 贖罪             |
| 30 | プロジェクトXの秘密        | 謎樣的光         |
| 31 | 明日なき戦い               | 明日之戰         |
| 32 | 吼えろクリント             | 黑豹的怒吼       |
| 33 | 決死の大脱走               | 大逃亡           |
| 34 | 裏切りの荒野               |                  |
| 35 | 孤塁サントーレ             | 孤立無援         |
| 36 | 忍びよる巨岩戦隊           | 巨岩戰隊         |
| 37 | マドクター六千年の謎       | 毒魔黨六千年之謎 |
| 38 | 墜落衛星の謎               | 墜落衛星之謎     |
| 39 | 流星群の来襲               |                  |
| 40 | 巨砲を叩きつぶせ           | 爆破巨砲         |
| 41 | 情無用の用心棒             | 保鑣無情         |
| 42 | 面影のマダム・クィーン     |                  |
| 43 | 陽はまた昇る               |                  |
| 44 | 戦火のなかのうぶ声         |                  |
| 45 | イクストロン謎のパワー     |                  |
| 46 | サントーレの花嫁           | 聖雷堡的新娘     |
| 47 | サントーレ包囲作戦を砕け   | 聖雷堡包圍戰     |
| 48 | 迫り来る大異変             | 大災難迫近       |
| 49 | 濁流を渡る密使             |                  |
| 50 | 大洪水秘（マル秘）撃破作戦 | 抗洪作戰         |
| 51 | ウカペ接近・怪竜巻         | 龍捲風           |
| 52 | 太陽のすかし               | 太陽的透光       |
| 53 | 巨大文明タウンの壊滅       | 文明市鎮的毀壞   |
| 54 | 暴かれた毒魔星間戦争       | 星際戰爭之謎     |
| 55 | 大いなる遺産               | 珍貴的遺產       |
| 56 | 遥かなる旅路               | 遙遠的旅程       |
| 57 | 驚異の宇宙船アノー号       | 亞諾號           |
| 58 | 虐殺の大氷原               | 冰原慘案         |
| 59 | 竜馬暗殺                   |                  |
| 60 | 暁の誓い                   | 拂曉攻擊         |
| 61 | アノー号を奪回せよ         | 奪回亞諾號       |
| 62 | ダイゴ暗殺司令             | 暗殺             |
| 63 | 死闘ゴーディアン           |                  |
| 64 | 愛のブリザード             |                  |
| 65 | 決戦前夜                   | 決戰前夕         |
| 66 | 新たなる出発               | 新里程           |
| 67 | ドクマ円盤の逆襲           | 毒魔飛碟         |
| 68 | 異状生命体の接近           | 新生命體         |
| 69 | 次元谷の怪物               |                  |
| 70 | 失われた希望惑星           | 新希望之燈       |
| 71 | 汚染惑星SOS                | 污染之星         |
| 72 | 決戦・ゾーン9999           | 決戰九九九九     |
| 73 | 栄光の超宇宙               | 踏入超宇宙       |

## 外部連結
- 台灣電視資料庫 （页面存档备份，存于）
- 當我們童在一起 卡通回顧－黑豹傳奇[永久]